# 鬼龍院翔
鬼龍院 翔（きりゅういん しょう、1984年6月20日 - ）は、日本のミュージシャン、シンガーソングライター、作詞家、作曲家。ヴィジュアル系エアーバンドゴールデンボンバーのVo-karu。
東京都台東区浅草出身。ユークリッド・エージェンシー所属。
バンド外でも作曲や楽曲提供を行う。2014年、『第56回日本レコード大賞』の作曲賞を受賞。

## 活動
ヴィジュアル系エアーバンド・ゴールデンボンバーにおいて楽曲の作詞、作曲、編曲を手掛ける。ギター、ベース、ドラム、ピアノやヴァイオリンなど一通りの楽器を演奏することが出来る。ワンマンライブの演出、演劇の脚本、ステージ構成も手掛けている。
バンド内のキャラクターでは、鉄腕アトヌ、翔也などを担当している。
2011年1月5日から2015年6月29日まで『ゴールデンボンバー鬼龍院翔のオールナイトニッポン』（ニッポン放送）にてラジオのパーソナリティを務め、2014年9月15日には番組をまとめた書籍が刊行された。2012年6月20日には自伝本『ゴールデンボンバーのボーカルだけどなんか質問ある？』を発売し、東京NSCへ通っていた過去などを公表した。広報にはブログの他、Twitterを使用していたが、2014年1月16日、ブログ上でTwitterを退会したことと今後はブログに専念することを発表する。2020年の元旦にはTwitterに改めてアカウントを作成する。
ゴールデンボンバー以外でも音楽活動を行っており、2012年には9月2日から放映開始された特撮テレビドラマ『仮面ライダーウィザード』ではソロ名義で同作主題歌「Life is SHOW TIME」を発売した。また2015年には森友嵐士（T-BOLAN）と共にmorioni名義で「サヨナラは歩き出す」をリリースする。

## 経歴
小学6年生での初恋を切っ掛けに音楽に関心を持ち、アコースティックギターを購入する。幼少期は目立ちたがり屋でお笑いを好んだ。同時期流行したテレビ番組『ボキャブラ天国』による周囲のお笑いブームへの対抗心から、音楽に力を入れるようになり、中学1年生でエレキギターを購入する。中学2年生の時にテレビ番組で視聴したMALICE MIZERの『月下の夜想曲』を切っ掛けにヴィジュアル系の音楽にのめり込み、GACKTやDIR EN GREY、クラシック音楽の影響を受ける。
後にバンド活動ができる高校を探して東京都立向丘高等学校へ進学する。好きな食べ物から「チョコ」とあだ名が付けられていたことを、当時同級生で同じクラスだったこともある歌手の木村カエラに明かされている。軽音楽部にてバンドを組むものの、シンセサイザーが2人必要なMALICE MIZERができる状況ではなく、JUDY AND MARYのコピーバンドとして活動する。しかしギターは人前で緊張し普段の演奏ができずに挫折、次にやっている人数が少ないためバンドを組みやすいドラム、また他のバンドと異なる編成を目指してサイレントバイオリンを購入、練習するも難易度のため挫折する。加えてバンドメンバーと反りが合わなかったことから、音楽の授業の発表会で教員から教わってMIDIを活用、自身はボーカルとしてMALICE MIZERの楽曲を発表する。
高校卒業後は東京NSCに在籍し、ハリセンボンやライスと同じ9期生として、池田一真（後のしずる）と「チョコサラミ」というコンビを組んで活動する。コンビを続ける内に二人の間に溝ができ、池田から言い出された解散を受け入れることとなる。NSC卒業後はお笑いの世界では成功できないと感じ、「やっと笑えたね」でコンビを組んでいた当時の相方へ解散を言い渡し、芸人から方向転換してバンドを始める。プロ志向のフリーターとして活動した後に一念発起して同時期に音楽学校に通い、小川悦司にアレンジの方法などを学ぶ。
2012年8月に上咽頭炎を患ったことで歌い方に癖がついてしまい、完治した後も元のように歌えなくなる。同年11月21日、発声時頸部ジストニアのため予定していたソロ公演の延期を発表する。1年後に無事振替公演を成功させている。2016年5月11日、声帯にできたポリープの除去手術を受ける。
2021年9月4日、一般女性と結婚したことを発表。別居婚であることを2023年2月4日ゴールデンボンバー鬼龍院翔のオールナイトニッポンPremiumにて公表している。その後も度々自身の配信「泥船放送室」で「一人暮らしである」と発言している。
2022年9月1日、自身の声を元にした音声合成システム「VoiSona」を使ったライブラリの発売が発表され、同年12月19日に「機流音」の製品名で発売された。
2024年8月19日、子供が誕生したことを発表。
2025年8月3日、自身のX（Twitter）で「先週、籍を外しました」と離婚を公表した。

## 制作
作詞は2014年時点ではマクドナルドの店内で行っており、無料で提供されているナプキンに書いているとインタビューで回答しているが、2019年のインタビューによると、目立ちすぎるため携帯電話にメモしている。2017年にテレビ東京のバラエティ番組『チマタの噺』にて、酒を飲みに行った先の人の愚痴などを参考に歌詞を書いていることや、恋愛をしていた際に楽曲制作ができなくなったことを語っている。作曲ではスマートフォンのボイスメモに録音し、帰宅後にそれをギターと紙とペンで書き起こし、パソコンで打ち込んでいる。

## 人物
血液型はB型、身長は164 cm。浅草出身。愛称はキリショー、キリちゃんなどが挙げられる。芸名の翔は本名から来ている。
ヴィジュアル系の中でも、GACKTに対しては自身が著名になってからも尊敬の意を示している。クラシック音楽も嗜み、中でもヨハン・ゼバスティアン・バッハの影響があったことを語っている。ただし、これらの要素は楽曲には反映できていないと鬼龍院は述べている。作詞については稲葉浩志、中島みゆき、GLAYを影響を受けているアーティストとしてインタビューで列挙している。
タミヤのTシャツを長年愛用しており、彼の愛用によりタミヤのTシャツの売り上げが伸びたとして、タミヤ本社からお礼とともに彼が希望した『爆走兄弟レッツ&ゴー!!』の限定ミニ四駆がプレゼントされるというやり取りがあった。タミヤやプラモデル、ミニ四駆などにはそれほど興味はなく、あくまでデザインに惚れてTシャツを愛用したと語っている。2013年にはオリコンのTシャツが似合うアーティストランキングで9位にランクインしている。
年末年始（2013年以降は元日）は、日雇いのアルバイトをすることが恒例となっている。2011年末（クリスマス）はコンサートスタッフ、2013年はローソンの店員、2014年はフジテレビ系のお笑い番組観覧、2015年は秋葉原の女装カフェ店員、2016年はデザート工場でアルバイトをしている。この理由について鬼龍院自身が現実的な生活感を忘れないためと述べている。なお、2017年はどこのバイトも不採用となったため行っていない。
「音楽宗教論」という考えについて度々考えを述べており、2011年のインタビューではライブ演奏などでの楽器の生演奏にこだわる必要はないものとして、固定観念を破壊した先に音楽の発展が存在する可能性に触れ、生演奏に固執する人々に対してその固定観念を破壊するということを目標として挙げている。2018年のインタビューでは個々の好む音楽の脅威となる存在を消滅させようとする動きが宗教的な盲信のような形で存在する中で、その個々の持つ音楽観を問い直すというものだった事を述べている。しかしジストニアの罹患を契機に鬼龍院の中で活動の継続そのものの優先順位が上がり、それまで抱えていたメンバーや事務所への過度の期待をやめるなど、課題に向き合う機会を得たことを述べている。ゴールデンボンバーのメンバーの歌広場淳は自身へのインタビューで、鬼龍院のやり方が楽器から奏でられる音では繋がることのできない、ハートでの繋がりを生み出すことで音楽で繋がることのできないファンを救うことに繋がっていると述べている。また歌広場はそのやり方が、ヴィジュアル系をまだ知らない人に対して広めることに繋がるという考えを述べている。
結婚を発表した2021年9月、『週刊文春』にて報じられた親しい女性関係の報道について、自身のブログにてプライベートの事情で迷惑を掛けることに対し謝罪した。鬼龍院は親しい女性について10年来の友人であると述べ、同年3月に結婚を伝えて以降会っていない旨を記している。11月19日にはニコニコ生放送「月刊ゴールデンボンバー」にて、本件について詳細が説明できない旨を説明し、自身が罰ゲームを受けるパフォーマンスを通して謝罪した。9月24日にはニコニコ生放送「鬼龍院翔の泥船放送室」にて、説明できない事情があることを述べた。また自身の発信の意図とそれを受け取るファンの気持ちにずれがあったとして、ファンを傷つけたことを謝罪し、応援してくれるファンにパフォーマンスや音楽を返したいと述べた。

## 出演

### ラジオ
- ゴールデンボンバー鬼龍院翔のオールナイトニッポン（2011年1月5日 - 2015年6月29日、ニッポン放送）
- 鬼龍院翔の泥船放送室（2020年4月 - 、ニコニコ生放送）[80]

## 作品
シングル
| 発売日         | タイトル           | 名義                                        |
| -------------- | ------------------ | ------------------------------------------- |
| 2012年10月24日 | Life is SHOW TIME  | 鬼龍院翔 from ゴールデンボンバー            |
| 2015年2月18日  | サヨナラは歩き出す | morioni（森友嵐士とのユニット）             |
| 2020年9月30日  | 1・2・3            | 西川くんとキリショー (西川貴教とのユニット) |

アルバム
| 発売日         | タイトル                      | 備考                                                                 |
| -------------- | ----------------------------- | -------------------------------------------------------------------- |
| 2017年5月24日  | オニカバー90's                | 90年代J-POPをカバーしたソロアルバム。                                |
| 2018年12月5日  | 個人資産                      | 他アーティストに提供した楽曲をセルフカバーしたアルバム。             |
| 2020年8月30日  | うたってきりりんぱ            | ファンからリクエストのあったもので上位かつ許可が得られたものを収録。 |
| 2020年11月28日 | うたってきりりんぱ 2nd Season | 上記の第二弾。                                                       |

DVD
| 発売日        | タイトル                                                        |
| ------------- | --------------------------------------------------------------- |
| 2016年3月30日 | 鬼龍院翔 単独公演「ひとりよがり5 "ひとり武道館" at 日本武道館」 |

楽曲提供
- 大国男児「Love Days」 - 作詞・作曲[96]
- Dancing Dolls「メロメロバッキュン」 - 作詞・作曲[97]
- ノースリーブス「キリギリス人」 - 作曲[98]
- Dollふ「バッドエンディング」- 作詞・作曲[99]
- Dollふ「鬼恥ずい」 - 作曲[99]
- HAKUEI「ハムレット」 - 作曲・編曲[100]
- 氣志團「きかせて!アンコール」- 作詞・作曲[101]
- 大竹しのぶ「Miren」 - 作詞・作曲[102]
- 伊弉冉一二三（CV：木島隆一）「パーティーを止めないで」 - 作詞・作曲[103]
- SILENT SIREN「聞かせてwow wowを」 - 作詞・作曲・編曲[104]

書籍
- 『ゴールデンボンバーのボーカルだけどなんか質問ある?』ユークリッドエージェンシー、2012年6月20日。
- 『ゴールデンボンバー鬼龍院翔のオールナイトニッポン まとめ本』扶桑社、2014年9月21日。

参加作品
| 発売日         | 収録先                                                                                   | 収録曲                                                                 | 出典    |
| -------------- | ---------------------------------------------------------------------------------------- | ---------------------------------------------------------------------- | ------- |
| 2014年9月10日  | livetune addingアルバム「と」                                                            | 10. 大好きなヒトだカラ                                                 | [ 105 ] |
| 2014年12月24日 | 大竹しのぶ「歌心 恋心」                                                                  | 5. 男と女のお話                                                        | [ 106 ] |
| 2015年12月23日 | スピッツトリビュートアルバム「JUST LIKE HONEY 〜『ハチミツ』20th Anniversary Tribute〜」 | 4. ルナルナ                                                            | [ 107 ] |
| 2017年10月18日 | BREAKERZ 10周年スペシャルアルバム「X」                                                   | 4. ゴールデンナイト〜黄金色に抱きしめて〜                              | [ 108 ] |
| 2017年11月22日 | MUCC 20周年記念トリビュートアルバム「TRIBUTE OF MUCC -縁[en]-」                          | DISC-2 / 11. ブリリアント ワールド                                     | [ 109 ] |
| 2021年1月27日  | 広瀬香美「歌ってみた 歌われてみた」                                                      | 7.ゲレンデがとけるほど恋したい （with 鬼龍院翔＜ゴールデンボンバー＞） | [ 110 ] |

## 受賞歴
- 第56回日本レコード大賞 作曲賞